# Aellopos aedon
Aellopos aedon är en fjärilsart som beskrevs av Jean Baptiste Boisduval 1875. Aellopos aedon ingår i släktet Aellopos och familjen svärmare. Inga underarter finns listade i Catalogue of Life.